# Fritz Podehl
Fritz Podehl (Berlín, 9 de setembre de 1892 - † Múnic, 1 de març de 1960) va ser un crític, director, productor de cinema i dramaturg alemany.

## Biografia
Podehl havia assistit a l'Escola de Professors de la ciutat de Berlín, abans que passés a treballar de redactor de diaris. De 1919 a 1922 va escriure nombroses ressenyes cinematogràfiques per a la publicació Der Film. Entre el 1922 i el 1928 va treballar com a director de dramaturg i director de producció a la Gloria-Film Berlin, els anys 1929-1940 va treballar la UFA com a dramaturg en cap i representant de producció. Des del 1941 fins al final de la guerra el 1945, va assumir la producció de pel·lícules de Wien-Film amb el seu propi grup de producció.
Després del final de la guerra, Fritz Podehl va acabar amb la seva activitat de producció activa en cinema i, després d'un breu interludi –de 1947 a 1949 va ser director artístic de l'editorial Felix Bloch Erben– va tornar a la indústria cinematogràfica. Del 1949 al 1954, va ser el cap del Freiwillige Selbstkontrolle der Filmwirtschaft (Autocontrol voluntari de la indústria cinematogràfica). El 1954 es va fer càrrec de la supervisió de la distribuïdora Schorcht Filmverleih a Múnic. Tres anys abans, també va formar part del jurat del 1r Festival Internacional de Cinema de Berlín.
El seu fill va ser l'actor i director Peter Podehl.

## Filmografia
- 1923: Die grüne Manuela (guionista)
- 1925: Der Mann aus dem Jenseits (col·laborador en el guió sense crèdits)
- 1936: Savoy-Hotel 217 (productor)
- 1942: Schicksal (producció)
- 1942: Sommerliebe (gestió de producció)
- 1943: Der gebieterische Ruf (gestió de producció)
- 1944: Liebe nach Noten (direcció de producció)